# Lista Nazionale
La Lista Nazionale, nota anche come il Listone, fu una lista elettorale ideata e guidata da Benito Mussolini per le elezioni politiche italiane del 6 aprile 1924.

## Storia
Il Duce in un discorso tenuto il 28 gennaio del 1924 dal balcone romano di Palazzo Venezia affermò la propria volontà di combattere il Partito Socialista Italiano (PSI) e il Partito Comunista d'Italia (PCd'I), respingendo al tempo stesso ogni alleanza elettorale con gli altri partiti. Si disse però disponibile ad accogliere nella sua lista elettorale "al di fuori, al di sopra, e contro i partiti" gli uomini propensi a una "attiva e disinteressata collaborazione".
(Benito Mussolini)
L'adesione al Listone doveva quindi essere a titolo puramente personale, allo scopo di superare i vecchi gruppi e partiti politici (fatta eccezione ovviamente per quello fascista).

## Coalizione
Oltre al Partito Nazionale Fascista (PNF) che l'anno prima aveva incorporato l'Associazione Nazionalista Italiana, entrarono nel Listone la maggioranza degli esponenti liberali come Vittorio Emanuele Orlando, Antonio Salandra e, inizialmente, anche Enrico De Nicola (che però ritirò la sua candidatura prima delle elezioni), ex popolari espulsi dal partito, demosociali e sardisti filofascisti, oltre a numerose personalità della destra liberale e cattolica italiana: ciò diede la certezza che il Listone sarebbe sicuramente risultato il primo partito, superando il 25% dei voti, utile a ottenere i privilegi previsti dalla legge Acerbo, approvata poco prima.
Altri liberali e demosociali, filogovernativi ma contrari all'adesione individuale al Listone, presentarono liste "autonome", tra cui una capeggiata da Giovanni Giolitti.

### Lista nazionale bis
Inoltre i fascisti, sicuri di conquistare la maggioranza dei 2/3 dei seggi previsti dalla legge elettorale, allo scopo di diminuire ulteriormente il numero dei seggi riservati alle minoranze, presentarono in varie circoscrizioni (Lombardia, Toscana, Lazio e Umbria, Abruzzi e Molise, Puglie), oltre alla lista ufficiale, un'altra lista fascista fiancheggiatrice, detta comunemente Lista nazionale bis (che aveva come simbolo un'aquila romana su di un fascio littorio), formata dai più estremisti fra gli iscritti al partito e contrari alla collaborazione con la destra moderata.

### Risultati percentuali
Alle elezioni il Listone ottenne il 60,1% dei voti e 356 deputati (poi ridotti a 355 per la morte di Giuseppe de Nava, non sostituito); a essi si aggiunsero il 4,8% di voti e i 19 seggi conseguiti dalla lista bis (con il simbolo aquila romana e fascio littorio) e lo 0,25 della lista dissidente fascista Fasci nazionali presentata in Piemonte e Lombardia, che elesse Cesare Forni, il quale votò la fiducia al governo Mussolini ma contro la volontà del partito da lui stesso fondato: infatti i suoi seguaci, iscritti a tale partito, lo abbandonarono in massa. Nel complesso le liste governative raccolsero il 65,2% dei voti validi, sfiorando i 2/3 dei voti, eleggendo 376 parlamentari, di cui 275 iscritti al PNF (cioè sette in più della maggioranza assoluta dell'Assemblea, fissata a quota 268) e 101 degli altri partiti della coalizione.

## Attività parlamentare
Le consultazioni si svolsero in un clima di violenza e intimidazioni delle squadre fasciste in tutta Italia e, con un duro discorso, il deputato socialista Giacomo Matteotti chiese di annullarle. Dopo il suo rapimento e omicidio da parte di una squadra fascista, probabilmente su ordine di Benito Mussolini, si creò verso il governo un clima di indignazione, che coinvolse non solo l'opposizione parlamentare socialista, ma indusse anche i popolari di De Gasperi e i liberali di Giolitti a uscire dalla maggioranza governativa. Le opposizioni abbandonarono i lavori parlamentari per riunirsi altrove ("Secessione aventiniana").
Con un veemente discorso alla Camera, il 3 gennaio del 1925 Mussolini, pressato tre giorni prima da trentatré comandanti di legione della Milizia Volontaria per la Sicurezza Nazionale (il cosiddetto "pronunciamento dei consoli"), si assunse «la responsabilità politica, morale, storica di tutto quanto è avvenuto» e poco dopo progettò di sciogliere tutti i partiti politici, tranne il PNF.

## Risultati elettorali
| Elezione | Elezione | Voti    | %     | Seggi     | Posizione   |
| --- | -------- | ------- | ----- | --------- | ----------- |
| Politiche 1924                                                                                                | Camera a | 4653488 | 64,94 | 374 / 535 | Maggioranza |
| a) Lista Nazionale: (4.305.936 voti, 60,09%, 355 seggi), Lista Nazionale bis: (347.552 voti, 4,85%, 19 seggi) |          |         |       |           |             |

## Simboli

Lista nazionale
Lista nazionale bis